# علي الفلاح
علي الفلاح (21 فبراير 1965) هو ممثل وكاتب مسرحي ليبي، من مواليد مدينة بنغازي، وهو ناشط في المسرح والصحافة، والإعلام، وينظم العديد من الورشات الفنية والمسرحية. درس العلوم السياسية، وعمل في بدايته كممثل مسرحي، ثم أصبح مخرجاً وكاتباً مسرحياً.

## عضوية ومناصب
- رئيس اللجنة الثقافية بالمسرح الوطني بنغازي من عام 1988 - 1991.
- رئيس وحدة المسارح شعبية بنغازي عام 1999.
- عضو اللجنة الإدارية بمجلس تنمية الإبداع الثقافي 2002.
- مدير إدارة المهرجانات والمعارض بمجلس الثقافة العام.[2]
- عضو في الهيئة العربية للمسرح 2023.

## أعماله في الكتابة
- التحطيم
- جمر عذاب
- العراسة
- النار والغرباء
- درب عن ارجل قطعتها الدروب
- اللعب على حجم الصدفة.
- ثلاثية الليل ( جاك الليل _ شابن هدوب الليل _ طاحن شناب الليل )
- بندير موالف زفة.
- طاجين ليلة صيف.

## أعماله في التمثيل
- كان يا ما كان
- المركب
- المهرج
- حلم ليله صيف
- المرتجلة
- التحطيم
- لست انت جارا

## الجوائز
حصل على العديد من الجوائز، ومنها:
- جائزة افضل نص مسرحي عن نص ( جمر عذاب ) عام 1988
- جائزة افضل ممثل عام 1992
- جائزة أفضل نص مسرحي عن نص (اللعب عن حجم الصدف ) في المهرجان الوطني السادس للفنون المسرحية في مدينة طرابلس عام 1995
- جائزة العرض المتكامل عن مسرحية (التحطيم) عن مهرجان الوطني السابع عام 1997
- جائزة في المهرجان الوطني السابع للفنون المسرحية في طرابلس 1997.
- الجائزة الثانية في التأليف المسرحي عن مسرحية ( شابن هدوب الليل) في طرابلس 1999.
- جائزة العرض المتكامل عن مسرحية (العراسة) في المهرجان العاشر للفنون المسرحية بنغازي
- جائزة أفضل إعداد في مسرحيه (لا تصالح ) مهرجان المسرح التجريبي 2001
- جائزة في المهرجان العاشر للفنون المسرحية في نغازي 2007.

- جائزة الدولة التشجيعية في مجال الكتابة المسرحية 2010.

كما كرم من الهيئة العربية للمسرح في الشارقة عام 2024